# Yaron Brook
Yaron Brook (nascido em 1961) é um intelectual e ativista político, e é atualmente presidente e diretor executivo do Ayn Rand Institute, uma organização não governamental em Irvine, California, que tem como missão promover os romances de Ayn Rand e sua filosofia, o Objetivismo.

## Vida em Israel
Brook nasceu e cresceu em Israel. Seus parentes foram judeus socialistas que eram originalmente da África do Sul. Um amigo emprestou-lhe uma cópia do livro A Revolta de Atlas de Ayn Rand quando ele tinha 16 anos, e abraçou o objetivismo. Com 18 anos foi convocado para o exército de Israel, no qual serviu por três anos (1979-1982), e foi primeiro sargento da inteligência militar de Israel. Uma vez fora do exército, ele entrou para o Technion-Israel Institute of Technology localizado em Haifa, e em 1986 recebeu seu bacharelado em engenharia civil.

## Emigração para os Estados Unidos
Em 1987 Brook se mudou para os Estados Unidos para estudar na Universidade do Texas em Austin. Lá, ele recebeu seu MBA em 1989 e seu PhD em finanças em 1994. Ele foi subsequentemente contratado para ensinar finanças na Santa Clara University na Califórnia, onde ele foi professor assistente por 7 anos. Ele criou uma aula sobre finanças e ética. Em 1998 Brook (com Robert Hendershott) começaram uma consultoria em investimentos chamada BH Equity Research, localizada em San Jose, Califórnia. Ele é atualmente sócio da empresa. Se tornando um associados de lideranças objetivistas como o filósofo Leonard Peikoff, Brook fundou Lyceum Internacional em 1994, uma empresa que organizava conferências objetivistas e oferecia cursos a distância. Em 2000, ele deixou a Santa Clara University para se tornar presidente e diretor executivo do Ayn Rand Institute, que estava localizado em Marina Del Rey, na Califórnia.

## Defesa do Objetivismo
Como destaque do Ayn Rand Institute (ARI), Brook se tornou um defensor conhecido do objetivismo. Seu ativismo filosófico inclui aulas e palestras em eventos do ARI, realizadas principalmente na América do Norte, palestrando e debatendo em inúmeras universidades americanas, realizando seminários para negócios e corporações nos Estados Unidos e fora, e escrevendo editoriais de opinião para jornais de destaque e sites.
Ele é um colunista da Forbes e editor do The Objective Standard. Ele regularmente palestra em universidades, corporações e grupos comunitários através dos Estados Unidos. Ele é um convidado frequente no programa de rádio The Thom Hartmann, no qual é transmitido pela rede Air America Radio, como também um convidado semanal da rede Fox Business. Ele é convidado frequente no canal Fox News, em programa como o de Glenn Beck, e em programas da CNBC como On The Money e Morning Call. Ele é entrevistado por sua especialidade em temas como Oriente Médio, política externa, economia e ética nos negócios. Os escritos e entrevistas de Brook também apareceram no Instapundit do Glenn Reynolds.

## Visões Políticas e Filosóficas

### Egoísmo Racional
Como um objetivista, Brook promove os princípios filosóficos defendidos por Ayn Rand, em particular sua filosofia do egoísmo racional como uma virtude moral (uma posição conhecida também como egoísmo ético).

### Capitalismo e Negócios
Brook é também um defensor do capitalismo de livre mercado. Em apresentações na CNBC e em muitos artigos e discursos, ele tem defendido os direitos das corporações e homens de negócios de manter as virtudes do capitalismo. Em editorial no USA Today em 7 de janeiro de 2007, ele defendeu pagamentos milionários a presidentes de empresas contra a tentativa governamental de regulá-los. Em uma entrevista em 2010 Brook chamou os esforços dos democratas para aumentar os impostos sobre os mais ricos de uma atitude totalmente imoral. Ele criticou o presidente George Bush por assinar a lei Sarbanes-Oxley, na qual regula as práticas de contabilidade corporativa. E ele tem argumentado que as leis antitruste são injustas e não fazem o menor sentido eticamente ou economicamente.

### Meio-ambiente e Mudanças Climáticas
Brook disse que ele não acredita que a regulação tenha qualquer papel em proteger o meio-ambiente e acredita que as mudanças climáticas causadas pelo homem é uma conspiração propagada pelos ambientalistas. Ele indicou que a conspiração remonta a décadas atrás, e que o aquecimento global é uma outra linha de teorias problemáticas, que financia preferencialmente pesquisadores que a estão promovendo.

## Ligações Externas
- Ayn Rand Institute